# Français (album)
Pour les articles homonymes, voir Français (homonymie).
Albums de Michel Sardou
Raconte une histoire Bercy 2001
Singles
1. Cette chanson-là
Sortie : 27 mai 2000

Français est le vingt-deuxième album studio de Michel Sardou enregistré au studio Op'us Systèmes et paru chez Tréma le  12 septembre 2000.
Produit et entièrement composé par Michel Fugain, porté par le single Cette chanson-là, l'album se vend à 375 000 exemplaires.

## Genèse
- Référence originale : Tréma 710 787[2]

## Fiche technique

### Liste des titres
| No  | Titre                               | Paroles                            | Musique       | Durée |
| --- | ----------------------------------- | ---------------------------------- | ------------- | ----- |
| 1.  | Français                            | Michel Sardou - Didier Barbelivien | Michel Fugain | 3:49  |
| 2.  | On se reverra                       | Michel Sardou - Didier Barbelivien | Michel Fugain | 3:28  |
| 3.  | L’avenir c’est toujours pour demain | Michel Sardou                      | Michel Fugain | 3:47  |
| 4.  | Corsica                             | Michel Sardou                      | Michel Fugain | 3:33  |
| 5.  | Je n’aurai pas le temps             | Pierre Delanoë                     | Michel Fugain | 3:46  |
| 6.  | La Bataille                         | Didier Barbelivien                 | Michel Fugain | 3:12  |
| 7.  | Pense à l’Italie                    | Michel Sardou - Didier Barbelivien | Michel Fugain | 3:43  |
| 8.  | Parlez-moi d’elle                   | Michel Sardou                      | Michel Fugain | 3:17  |
| 9.  | L’Amérique de mes dix ans           | Michel Sardou - Didier Barbelivien | Michel Fugain | 3:37  |
| 10. | Cette chanson-là                    | Michel Sardou                      | Michel Fugain | 4:06  |

### Musiciens
- Arrangements chœurs : Régis Sévignac
- Arrangements cuivres et fanfare : Jean Gobinet
- Arrangements et direction du symphonique : Cyrille Aufort
- Régie cordes et violoncelle : Philippe Nadal
- Premier violon : Christophe Guyot
- Basse : Thierry Fanfant
- Batterie : Frédéric Jaquemin, Stéphane Huchard, David Fall et Chris Henry
- Guitares : Hervé Brault, Bruno Dandrimont, Jimmy Drouillard et Eric Sauviat
- Piano et orgue : Arnaud Dunoyer, Dominique Fillon et Jean-Luc Léonardon
- Synthétiseurs et programmations : Laurent Macé
- Programmeur :  Christophe Voisin
- Percussions : David Mirandon et Denis Benarrosh
- Chœurs : Lisbet Guldbaek (créditée Lisbeth Bongarçon), Véronique Bossa, Régis Sévignac, Olivier Constantin, Jean-Jacques Fauthoux, Claude Samblancat, Jean-Luc Léonardon, Magalie Bonfils et Sylvia Laubé
- Trompettes : Jean Gobinet et Claude Egéa
- Saxophone : Éric Seva
- Trombone : Damien Verherve
- Tuba : Didier Havet
- Euphoniums : Patrick Couttet et François Thuillier
- Accordéon : Marc Berthoumieux
- Harmonica : Thierry Crommen
- Mandoline : Florentino Calvo
- Violons cadiens : Dany Vrillet

### Équipe technique et production
- Ingénieur du son et mixage : Hervé Marignac
- Assistants son : Rico Boimard et Pierre Attyasse
- Réalisation artistique : Michel Fugain
- Assistant réalisation artistique et coordination musicale : Laurent Macé